# Alpera
Alpera es un municipio español situado al sureste de la península ibérica, en la provincia de Albacete, dentro de la comunidad autónoma de Castilla-La Mancha. Se encuentra a 75 km de la capital provincial y a 21 km de Almansa, la capital de la comarca a la que pertenece.
En 2023 contaba con 2.268 habitantes, según datos del INE. Incluye las pedanías de Casas de Don Pedro, Las Fuentes y La Laguna.
Limita con los siguientes municipios: Almansa, Bonete, Higueruela, Carcelén, Alatoz (todos ellos de la provincia de Albacete) y Ayora (provincia de Valencia).

## Historia
El territorio pertenecía al antiguo Reino de Murcia que en 1243 y en virtud del Tratado de Alcaraz pasa a ser dominio de la Corona de Castilla.

## Geografía humana

### Demografía
Cuenta con una población de 2260 habitantes (INE 2024).
| Gráfica de evolución demográfica de Alpera entre 1842 y 2021                                                          |
| |
| Población de derecho según los censos de población del INE. Población de hecho según los censos de población del INE. |

| 1950 | 1960 | 1970 | 1981 | 1991 | 1996 | 1998 | 1999 | 2001 | 2005 | 2006 | 2010 | 2011 | 2015 | 2020 |
| ---- | ---- | ---- | ---- | ---- | ---- | ---- | ---- | ---- | ---- | ---- | ---- | ---- | ---- | ---- |
| 4046 | 3407 | 2638 | 2300 | 2226 | 2353 | 2324 | 2334 | 2360 | 2389 | 2392 | 2414 | 2438 | 2326 | 2261 |

### Economía
La base económica de Alpera se fundamenta en la agricultura, especialmente en el cultivo de los cereales, la vid y los frutales.
En la década de 1940 existía una fábrica de fuelles, que se podía leer impreso en grandes letras negras grabadas a fuego «Catedral de San Roque - Alpera» rótulo que rodeaba el dibujo de la reproducción de la ermita de San Roque de la localidad. No obstante hace unas décadas (40 años al menos) decayó la producción y se llegó a extinguir totalmente; los fuelles eran menos necesarias en braseros y fogones y prácticamente solo quedaron para las barbacoas que al estar en lugares abiertos tampoco necesitaban de su uso porque con cualquier cartón o revista, incluso soplando, se sustituía al fuelle. Con su desaparición se perdió también su artesanía, su modo de hacerlas.
Sus excelentes viñedos pertenecen a la Denominación de Origen Almansa.

## Administración

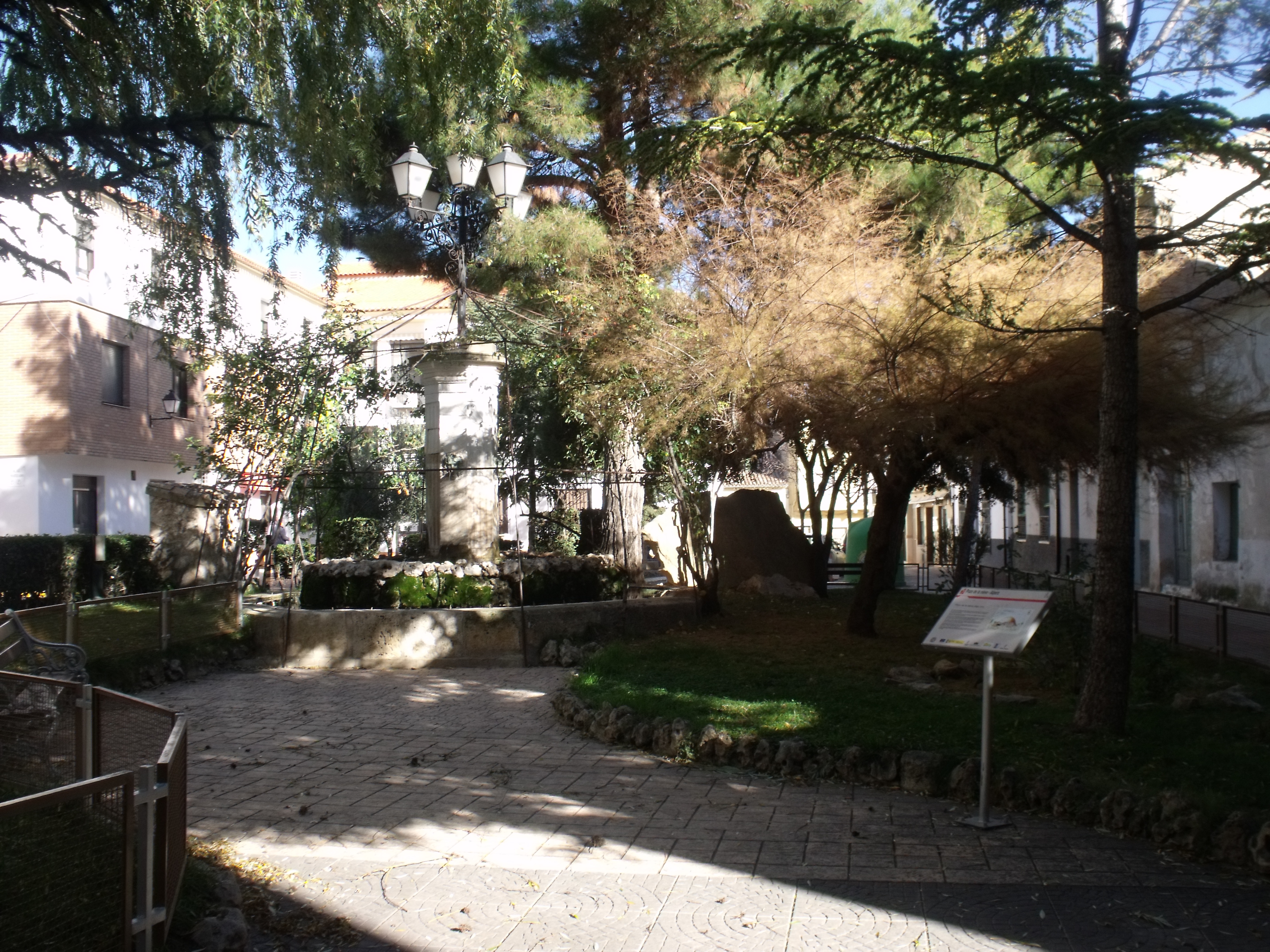
Plaza del Ayuntamiento

Pertenece al partido judicial de Almansa.
| Periodo   | Nombre                                        | Partido |
| --------- | --------------------------------------------- | ------- |
| 1979-1983 | Joaquín Navajas Tortosa Tomás Catalán Sánchez | PSOE    |
| 1983-1987 | Tomás Catalán Sánchez                         | PSOE    |
| 1987-1991 | Federico Pozuelo Rumbo                        | PSOE    |
| 1991-1995 | Federico Pozuelo Rumbo                        | PSOE    |
| 1995-1999 | Jesús Gil Megías Catalina Rubio Pardo         | PP PSOE |
| 1999-2003 | Catalina Rubio Pardo                          | PSOE    |
| 2003-2007 | Cesárea Arnedo Megías                         | PP      |
| 2007-2011 | Catalina Rubio Pardo                          | PSOE    |
| 2011-2015 | Cesárea Arnedo Megías                         | PP      |
| 2015-2019 | Cesárea Arnedo Megías                         | PP      |
| 2019-2023 | Isabel Belén Iniesta Egido                    | PSOE    |
| 2023-act. | Isabel Belén Iniesta Egido                    | PSOE    |

## Patrimonio

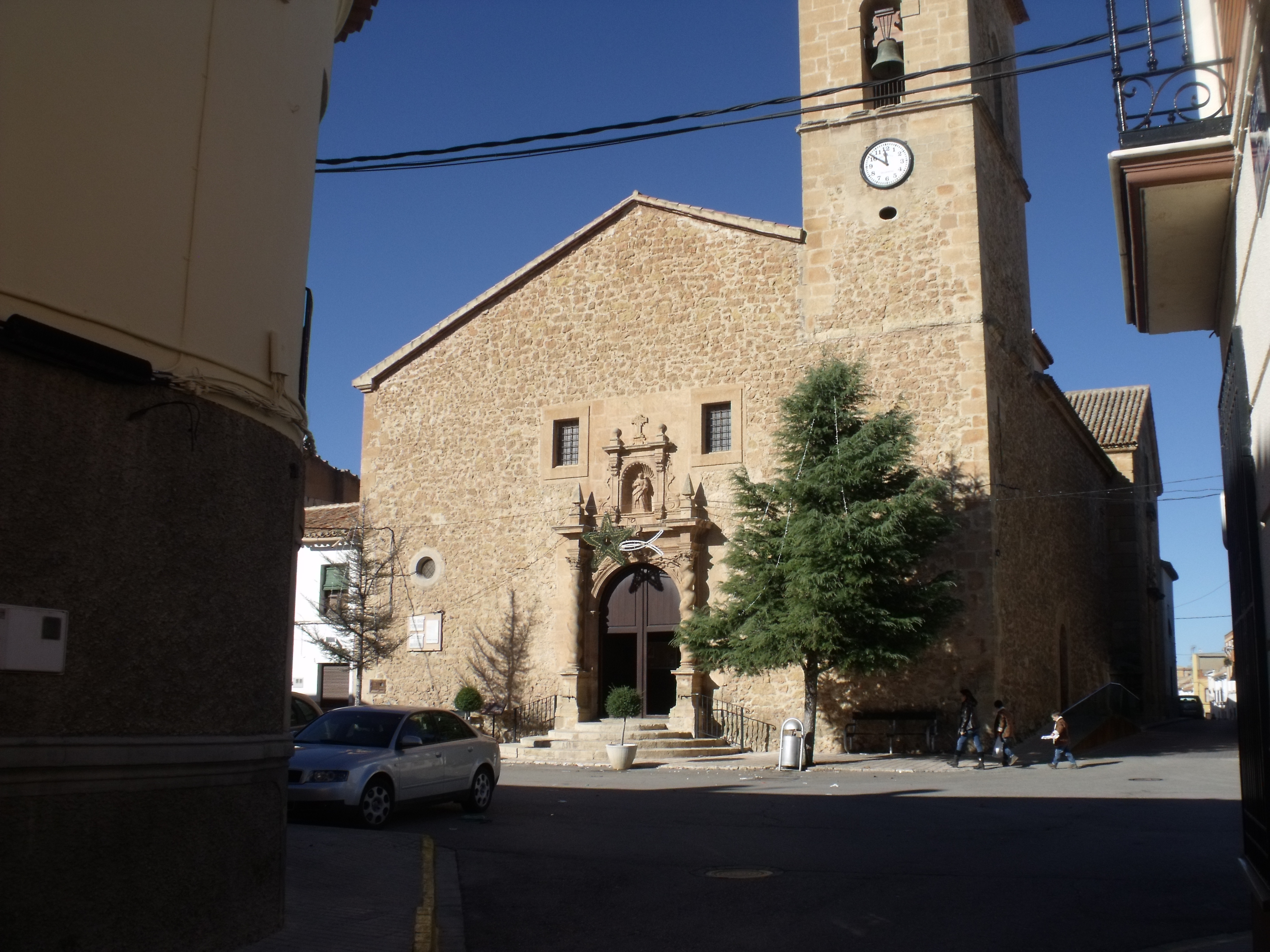
Iglesia de Santa Marina

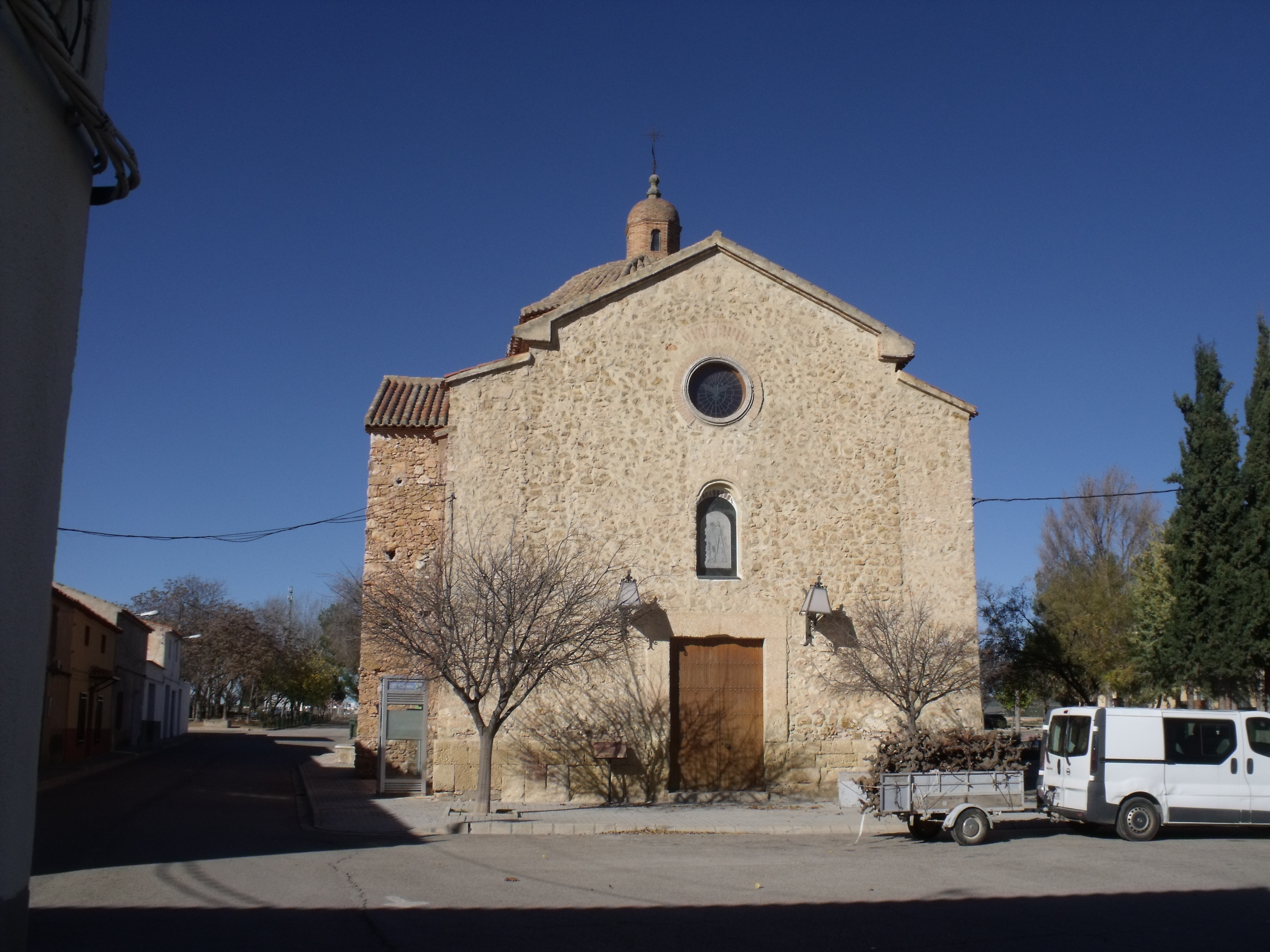
Ermita de San Roque

La iglesia parroquial de Santa Marina es una construcción del siglo XVIII, de estilo barroco, tiene una única nave con capillas en los laterales y comunicadas entre sí. La iglesia posee dos portadas, una dedicada a Santa Marina de finales del siglo XVII y principios del XVIII y otra dedicada a San Juan Bautista, de tendencia neoclásica. 
Fue declarada Bien de Interés Cultural el 22 de diciembre de 1992. Identificador otorgado por el Ministerio de Cultura de España: RI-51-0007358.
Se tiene devoción a un relicario del Lignum Crucis procedente de otro relicario que fue de don Juan José de Austria.
La localidad posee otra ermita barroca, la de San Roque, del siglo XVIII con planta de cruz griega y cúpula en el crucero.

### Pinturas rupestres
Los documentos más importantes de la presencia humana en estos territorios corresponde a las estaciones con pinturas rupestres prehistóricas: la Cueva de la Vieja -descubierta por el maestro Pascual Serrano Gómez el 15 de diciembre de 1910-, la Cueva del Queso y los Carasoles del Bosque I y II, descubiertos por Henri Breuil, un importante investigador francés, muy poco después. Son testimonios excepcionales de la cultura de aquellos seres humanos y definitivamente responden a expresiones creenciales de los grupos cazadores-recolectores del epipaleolítico (10 000 años antes del presente), en el caso de la pintura figurativa conocida como Arte levantino, y el de los grupos productores neolíticos (6500 años antes del presente), para las expresiones abstractas del llamado Arte esquemático.
Cabe mencionar como estaciones semejantes más próximas las del Barranco del Cabezo del Moro y la Cueva de Olula (Almansa), la Cueva del Rey Moro, la Cueva de Tortosilla y el Abrigo del Barranco Hondo (Ayora).
La Unesco declaró al Arte Levantino, expresión creencial de los últimos cazadores-recolectores Patrimonio de la Humanidad en 1998, con el nombre administrativo convencional de Arte rupestre del arco mediterráneo de la península ibérica, pues de esa manera agrupaba el espacio geográfico del Arte Levantino y también los de los otros artes que aparecían en él: Arte Paleolítico, Arte esquemático y su variedad local Arte Macroesquemático. Es el merecido reconocimiento de su valor como testimonio inigualable, y único en Europa, de la capacidad intelectual humana.
La Cueva de la Vieja es Bien de Interés Cultural desde el 25 de abril de 1924. Identificador del bien otorgado por el Ministerio de Cultura de España: RI-51-0000285. La Cueva del Queso es Bien de Interés Cultural desde el 17 de febrero de 1997. Identificador del bien otorgado por el Ministerio de Cultura de España: RI-51-0009646.
Alpera cuenta con dos monumentos dedicados a la pintura rupestre en dos puntos muy céntricos de la población.

### Otros
- Pozo de Nieve representativo de la arqueología industrial de Castilla-La Mancha, declarado Bien de Interés Cultural.
- Monumento al pintor prehistórico, autor: la población de Alpera, 1989.
- Monumento a la Constitución, inspirado en la Cueva de la Vieja, autor: Alexandre Grimal Navarro, 1991.
- Castillo.

## Camino de Santiago de la Lana

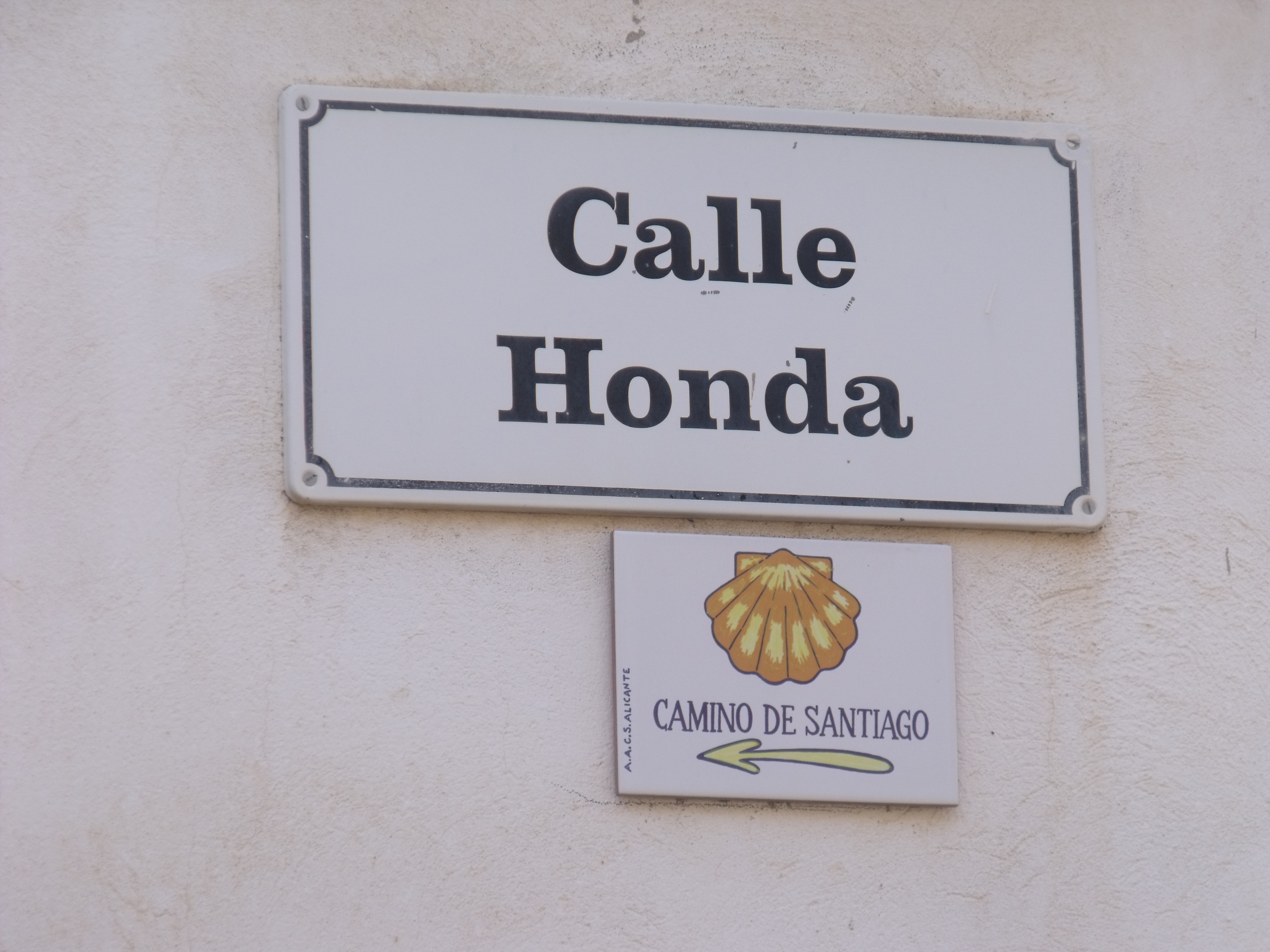
Camino de la Lana en Alpera

A finales del siglo XX tomó gran importancia la difusión de los diferentes Caminos de Santiago que recorren la provincia de Albacete, entre ellos la Ruta de la Lana. Este camino une la ciudad de Alicante con la de Burgos, donde se une con el Camino Francés, y recorre la provincia de Albacete desde Almansa hasta Villamalea, pasando también por los términos municipales de Bonete, Alpera, Alatoz, Alcalá del Júcar y Casas-Ibáñez.

## Fiestas

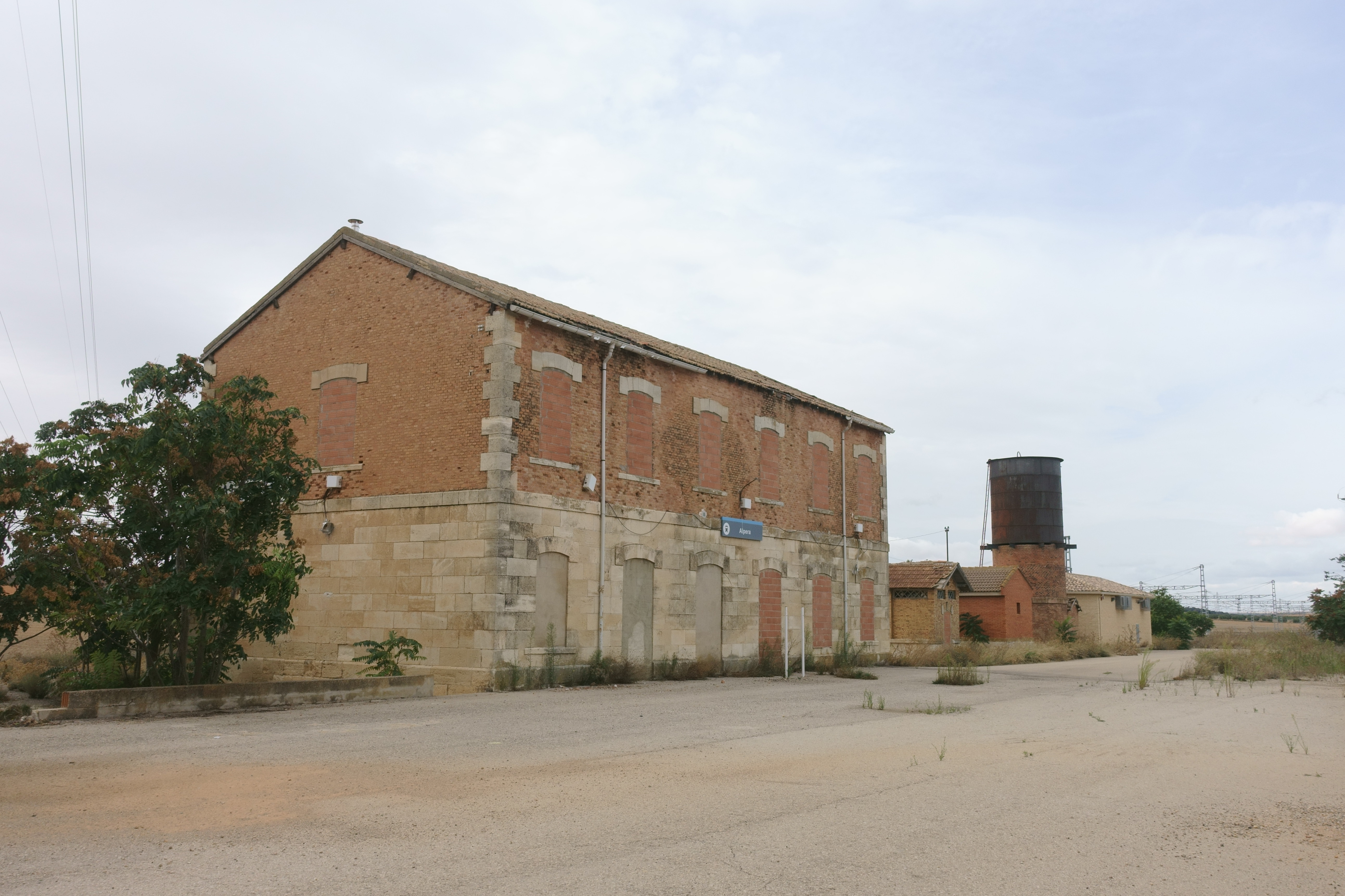
Antigua estación de ferrocarril

- Fiestas Mayores del 30 de abril al 3 de mayo en honor de la Santísima Vera Cruz.
- 14 y 15 de agosto.
- 14 de septiembre.

## Medios de comunicación
Durante décadas, dos publicaciones históricas sedujeron al público alperino con gran éxito hasta su desaparición. Malecón fue la primera revista de información local en papel. Sus ejemplares pueden consultarse en la biblioteca municipal. Posteriormente, El Periódico de Alpera se convirtió en el primer diario digital de la localidad y supuso un referente para el desarrollo de un espíritu crítico en la sociedad alperina. Su archivo histórico se conserva en internet de forma gratuita. Actualmente, el relevo lo ha tomado Alpera Noticias que dispone de una web de noticias y una cuenta en Facebook para la interacción de sus lectores.